# بروس شيلي
بروس شيلي (بالإنجليزية:Bruce Shelley) هو مصمم ألعاب فيديو أمريكي، عمل سابقاً في شركة إنسمبل ستوديوز حيث قام بالمساعدة في تصميم سلسلة ألعاب الفيديو أيج أوف إمبايرز في 1997 . عمل أيضاً كـ مستشار لشركة يوبي سوفت .

## من أعماله
- هيلو وورز
- أيج أوف إمبايرز: ذي أيج أوف كينغز
- أيج أوف إمبايرز 3: ذي أيجن داينستيز